# Gesellschaftsspiegel (Zeitschrift)

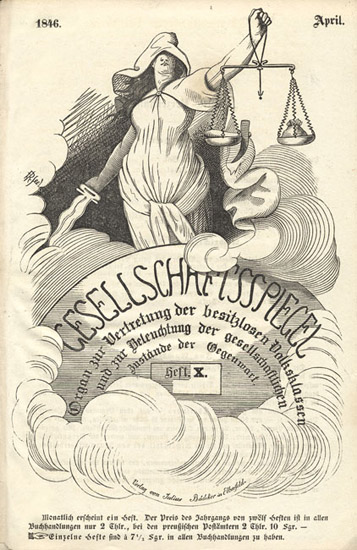
Gesellschaftsspiegel. Heft X. 1846 (Titelblatt)

Der Gesellschaftsspiegel war eine einflussreiche gesellschaftskritische Zeitschrift des Vormärz. Sie erschien monatlich zwischen 1845 und 1846 in Elberfeld (heute zu Wuppertal gehörig) und erlebte insgesamt 12 Ausgaben. Ihr vollständiger Titel lautete Gesellschaftsspiegel. Organ zur Vertretung der besitzlosen Volksklassen und zur Beleuchtung der gesellschaftlichen Zustände der Gegenwart. Sie wurde von Moses Heß und Friedrich Schnake redigiert und vom Elberfelder Buchhändler Julius Bädeker verlegt.
Zu den Autoren gehörten neben Heß selbst Karl Marx, Friedrich Engels (in geringerem Umfang), Rudolf Matthäi, Hermann Püttmann, Heinrich Bürgers, Friedrich Schnake und Georg Weerth, der viele Beträge schrieb. Heß und Engels planten zuerst eine gemeinsame Herausgabe des „Gesellschaftsspiegels“, letztlich trat Engels laut den Marx-Engels-Werke jedoch nicht in die Redaktion ein (Marx-Engels-Werke. Band 27, S. 621). Ziel sollte laut seinen Worten sein, „die soziale Misère und das Bourgeoisie-Regime (zu) schildern“ (an Marx, 20. Januar 1845. Marx-Engels-Werke. Band 27, S. 15). Engels meinte, die Zeitschrift solle für die deutschen Verhältnisse leisten, was sein Werk Die Lage der arbeitenden Klasse in England für die englischen geleistet hat.
Neben Schilderungen des Sozial- und Arbeitslebens enthielt der Gesellschaftsspiegel auch Beiträge zu Politik und Sozialgesetzgebung, aber auch Gedichte. Für seine Sozialreportagen fand der Gesellschaftsspiegel im damaligen Elberfeld und Barmen reichhaltiges Material, da diese Städte zu den am frühesten industrialisierten Gegenden in Deutschland zählten. Ein zeitgenössischer Beobachter bescheinigte dem Gesellschaftsspiegel, er habe „eine tiefe Spur im Geiste des Volkes“ hinterlassen.